# Muteking
Muteking (とんでも戦士ムテキング, Tondemo Senshi Muteking) é uma série de anime de ficção científica criada por Tatsunoko Productions, entre 1980. Estreou em 7 de setembro de 1980 até 27 de setembro de 1981, na Fuji Television. Rin Yuki sempre apoiou lealmente seu pai quando o mundo riu do cientista que dizia que a Terra estava prestes a ser invadida no espaço sideral. Mas Rin não esperava se envolver pessoalmente, até que ele conheceu Takoro, a estranha jovem "vice-xerife" de outro mundo que estava na pista de criminosos notórios do espaço. Havia apenas quatro irmãos Kurodako, mas eles planearam usar sua ciência alienígena e poderes que mudam de formato natural para se tornarem os mestres secretos da Terra. Com a ajuda de Takoro, Rin se tornou o super-herói poderoso, Muteking.

## Equipe
- Criação original: Tatsunoko Production
- Produtor executivo: Kenji Yoshida
- Planeamento: Ippei Kuri, Shigeru Yanagawa
- Produtores: Ippei Kuri, Tomoyuki Miyata
- Supervisores de produção: Minoru Uchima, Minoru Uno, Tsuneo Tamura
- Roteiro: Shigeru Yanagawa, Kazuo Sato, Akiyoshi Sakai, Seiya Yamazaki, Takeshi Shudo, Yu Yamamoto et al.
- Direcção dos episódios: Hiroshi Sasagawa, Masayuki Hayashi, Koichi Mashimo, Yutaka Kagawa, Shinya Sadamitsu, Yoshizo Tsuda, Hidehito Ueda, Kenjiro Yoshida, Kazuo Yamazaki, Masakazu Higuchi et al.
- Desenhistas dos personagens: Ippei Kuri, Akiko Shimomoto
- Projecto mecânico: Kunio Okawara
- Supervisor chave da animação: Sadao Miyamoto
- Director chave da animação: Shizuo Kawai
- Direcção de arte: Kikuko Tada
- Música: Koba Hayashi
- Produzido e distribuído por: Tatsunoko Production Co., Ltd. / Fuji Telecasting Co., Ltd.

## Elenco
- Rin Yuki: Kazuhiko Inoue

- Takoro: Yumiko Uzaki

- Dr. Dankichi Yuki: Isamu Tanonaka

- Koharu Yuki: Kazue Komiya

- Sonny Yuki: Rokurō Naya

- Mitchi: Takako Tsutsui

- Nubon: Takemi Nakamura

- Takokichi: Toru Ohira

- Takomaru: Shigeru Tsuji

- Takosaku: Shin Aomori

- Takomi: Makoto Kosaka

## Internacional
A série também foi emitida em outros países, como na Itália e Espanha sob o mesmo título de Muteking, na França sob o título de Rolling Star le Justicier e nos Estados Unidos (Muteking, The Dashing Warrior).